# Incinération des déchets
L’incinération des déchets est une technique de transformation par l’action du feu. Incinérer signifie « réduire en cendres » ou, dit autrement, qu’on brûle complètement les matières à incinérer. C’est une des techniques de gestion des déchets qui peut servir à produire de l'électricité et/ou de la chaleur (chauffage urbain par exemple), mais qui peut être source de pollution de l'air. L'incinération a deux sous-produits : les mâchefers (MIOM) et des résidus d’épuration de fumées (REFIOM ; un déchet ultime constitué de poussières et de cendre volante, riche en substances toxiques, dont dioxines, furanes, HAP, métaux lourds et métalloïdes de granulométrie très fine).
En France, en 2018 126 incinérateurs de déchets municipaux non-dangereux brûlaient en moyenne 14,5 millions de t/an de déchets.

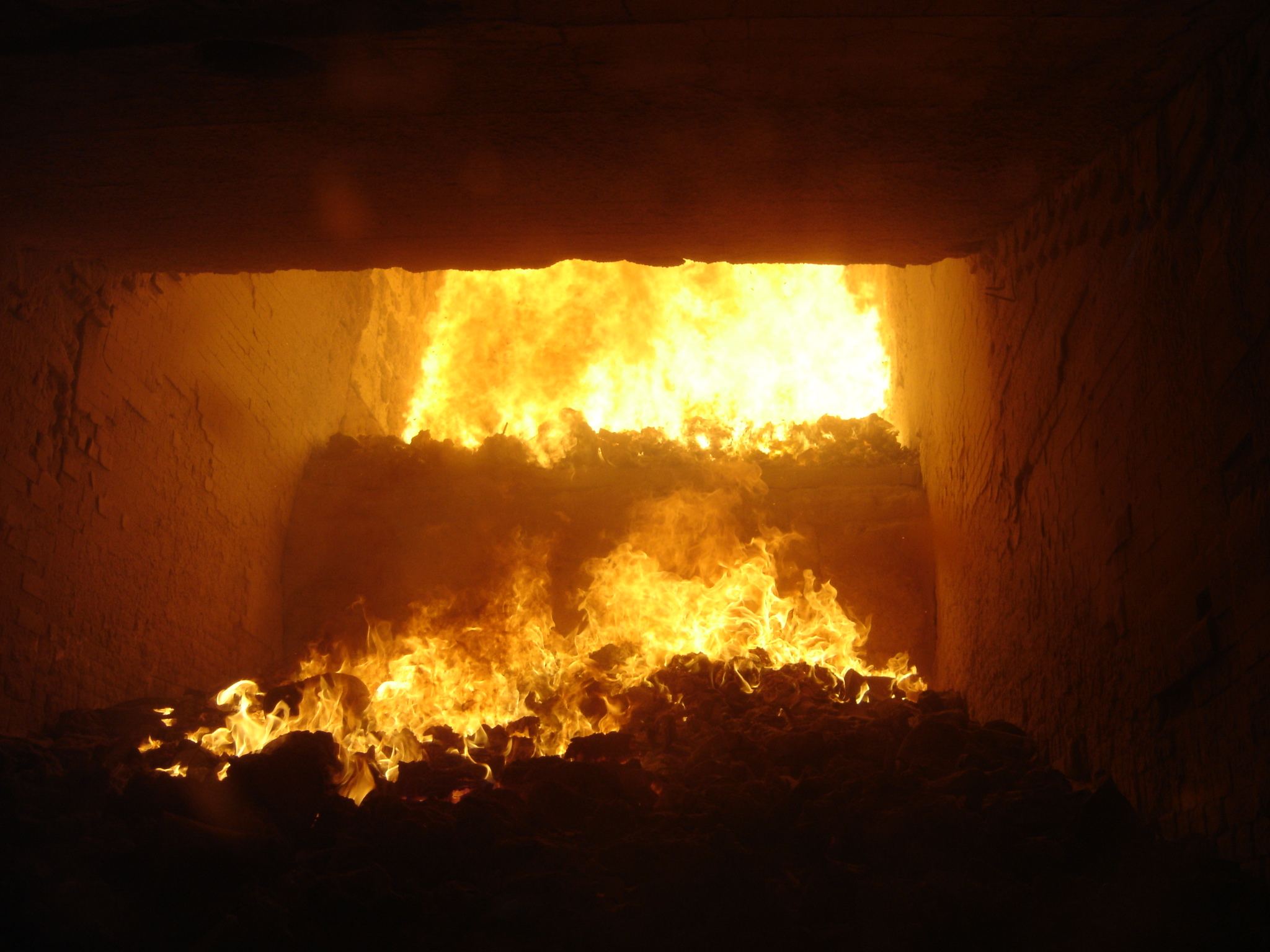
Intérieur d'un incinérateur de déchets.

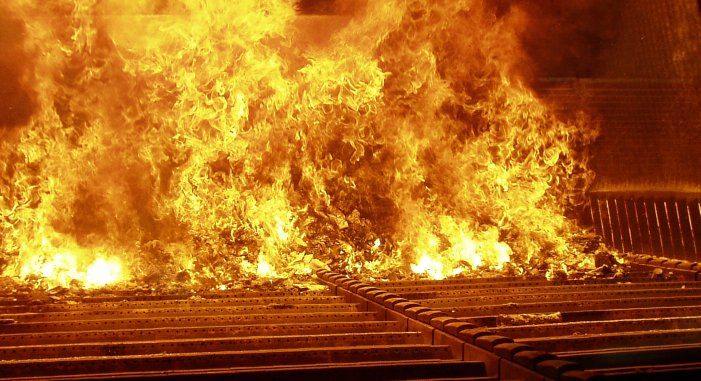
Exemple d'incinération de déchets municipaux solides dans un four à grille mobile, à des fins de production d'énergie. Cette unité peut brûler 15 tonnes de déchets par heure

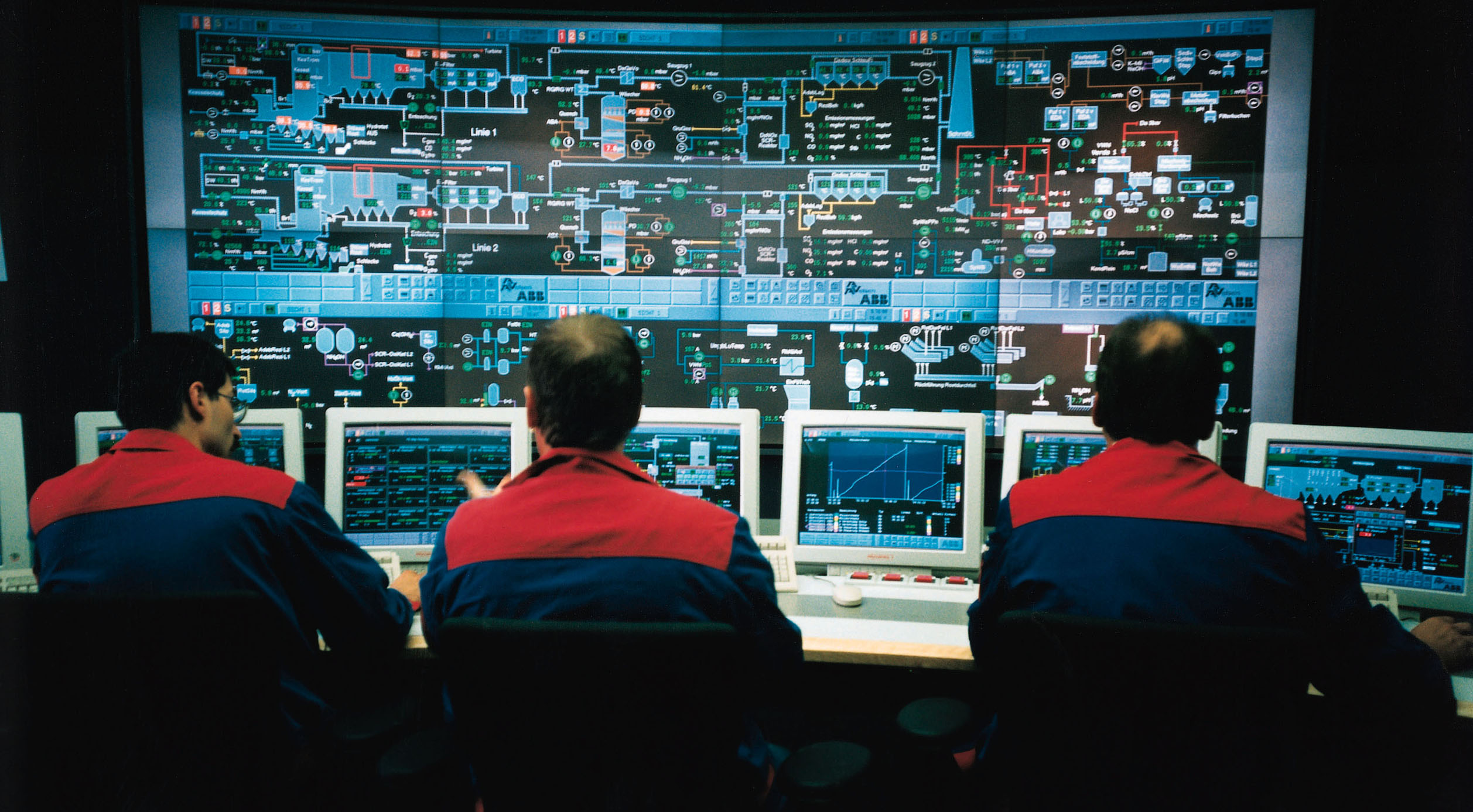
Tableau de bord et de contrôle d'un incinérateur (à grille mobile) de déchets solides municipaux. L'écran affiche deux lignes de four dont la partie supérieure ("Linie 1") n'est pas en fonctionnement (Allemagne)

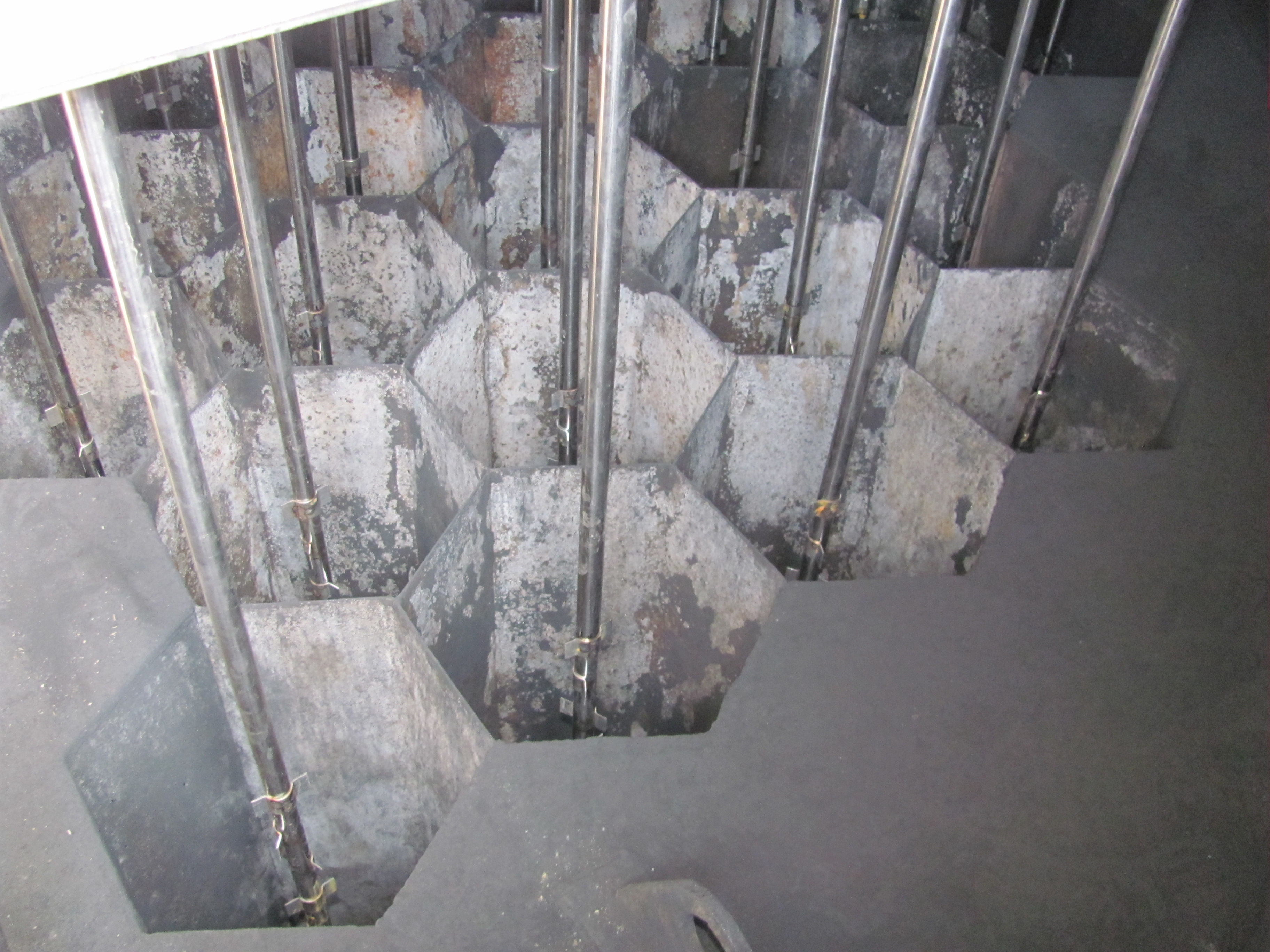
Intérieur d'un précipitateur électrostatique ; les tiges (électrodes coronales) sont négatives, alors que les plaques en forme de nids d'abeilles sont chargés positivement

.
 

## Éléments de définition juridique
En France, l'installation (« collective » ou « interne » à une entreprise) de Co-Incinération a été définie en 2002 comme :
 « une installation fixe ou mobile dont l'objectif essentiel est de produire de l'énergie ou des produits matériels et qui utilise des déchets comme combustible habituel ou d'appoint ou dans laquelle les déchets sont soumis à un traitement thermique en vue de leur élimination, par incinération par oxydation ou par d'autres procédés de traitement thermique, tels que la pyrolyse, la gazéification ou le traitement plasmatique, pour autant que les substances qui en résultent soient ensuite incinérées. Si des procédés autres que l'oxydation, tels que la pyrolyse, la gazéification ou le traitement plasmatique, sont appliqués pour le traitement thermique des déchets, l'installation de coïncinération des déchets inclut à la fois le procédé de traitement thermique et le procédé ultérieur d'incinération des déchets.
 Si la co-incinération a lieu de telle manière que l'objectif essentiel de l'installation n'est pas de produire de l'énergie ou des produits matériels mais plutôt d'appliquer aux déchets un traitement thermique, l'installation doit être considérée comme une installation d'incinération. 
Les deux précédentes définitions couvrent le site et l'ensemble de l'installation constitué par toutes les lignes d'incinération ou par les lignes de co-incinération, par les installations de réception, d'entreposage et de traitement préalable sur le site même des déchets ; ses systèmes d'alimentation en déchets, en combustible et en air ; la chaudière de récupération d'énergie, les installations de traitement des fumées ; sur le site, les installations de traitement ou d'entreposage des résidus et des eaux usées ; la cheminée ; les appareils et les systèmes de commande des opérations d'incinération, d'enregistrement et de surveillance des conditions d'incinération ».

## Incinération des ordures ménagères et des résidus urbains
En 1907 à Paris il existe 4 usines d'incinération des ordures ménagères. Depuis c'est une technique qui s'est développée surtout dans les agglomérations urbaines faute de politique de gestion des déchets (tri, compostage, recyclage des matériaux, etc., et en raison d’une offre nouvelle de matériel d’incinération capable de traiter des quantités importantes de déchets, et de la difficulté croissante de trouver des sites de décharge.

## Aspects environnementaux, sociétaux et économiques

### Impacts écologiques
L’incinération ne fait pas « disparaître » les déchets, elle les transforme en :
- mâchefers (tout ce qui ne brûle pas) : environ 30 % du poids des déchets. Ils peuvent être utilisés comme matériaux de construction ou de terrassement[6] ;
- cendres et REFIOM (résidus d’épuration des fumées d’incinération d’ordures ménagères) : environ 3 % du poids des déchets. Leur toxicité, qui dépend du traitement des fumées choisi, est mesurée, ce qui détermine en quelle classe de décharge sont dirigées les cendres.
- fumées.

La composition des fumées dépend directement de la composition des déchets. On retrouve principalement les éléments suivants :
- N2, vapeur d'H2O, CO2, O2 comme dans toute combustion classique ;
- CO si la combustion est incomplète signalant un problème d’admission d'air ou un mauvais réglage de l'incinérateur ;
- oxydes d’azote : NO, NO2 (gaz notamment responsables des pluies acides) ;
- gaz acides : HCl, SO2, HF ;
- composés organophosphorés et organochlorés tels que dioxines, furanes,
- métalloïdes et métaux lourds (ex : plomb, mercure qui se vaporisent à faible température, sont totalement non dégradables, polluent les cendres et sont parfois difficiles à filtrer[7]).

## Contrôle des fumées
Dans les installations modernes d'incinération, hormis les polluants cités dans la dernière ligne ci-dessus, le reste des gaz est souvent mesuré en continu en amont et en aval du traitement des fumées. 
L’efficacité est donc directement mesurable. En revanche, et en l’absence de décrets plus contraignants et d’une technologie fiable, les autres polluants ne sont pas mesurés en continu[pourquoi ?]. Ils sont traités par l’injection de charbon actif, et, régulièrement, une mesure est effectuée par un organisme de contrôle.
Après que l’on a montré dans les années 1970-1990 une large contamination de l’environnement par les métaux lourds et les dioxines émis par les premières générations d’incinérateurs, la réglementation, au moins dans les pays développés, a imposé des normes et des contrôles de plus en plus contraignants. Aujourd’hui, l’incinération (tous procédés confondus) ne représente plus qu’environ 3 % des émissions de dioxines.
Chaque nouveau projet d’installation doit maintenant comporter une étude d’impact du projet sur l’environnement avant l'autorisation d'exploitation. De plus, de nombreuses unités en fonctionnement affichent sur internet leurs résultats de mesures de polluants. On a peu à peu pris conscience de la toxicité des fumées des incinérateurs contenant des dioxines et des furanes et interdit, par exemple, le mélange des cendres avec les résidus solides après combustion (mâchefers) dont la réutilisation est dans un nombre croissant de pays désormais soumise à des conditions plus ou moins contraignantes et respectées.

### Acceptabilité
La construction d’incinérateurs, tout comme l’implantation de décharges ou même parfois d’une déchèterie, fait presque toujours l’objet de vives polémiques. Elle est de plus en plus mal acceptée, non seulement par les riverains, mais par le monde agricole et certaines entreprises agroalimentaires (la conserverie Bonduelle par exemple dans le Nord de la France, qui proteste contre l’installation d’un grand incinérateur (« Flamoval ») « au vent » de ses principales zones de production légumière). L’incinération permet de limiter le recours à la décharge, mais faute de réduction des déchets à la source, le tonnage incinéré ne cesse d’augmenter, ainsi donc que le volume de résidus, d’autant plus toxiques que l’efficacité de la filtration a été améliorée.
Dans les années 1980 et 1990, les pouvoirs publics, dans les pays riches ont souvent mis l’incinération sur le même plan que la décharge, laissant les pouvoirs locaux se déterminer pour l’une ou l’autre de ces solutions, tout en encourageant de plus en plus le tri sélectif des déchets pour diminuer les tonnages incinérés, et en limiter la teneur en eau (déchets alimentaires, bouteilles non vidées…). 
Certaines collectivités évitent toute incinération, mais au prix du recours à l’enfouissement (ou stockage) d’une partie des déchets, même après un tri poussé. Le développement d’écoproduits pourrait à l’avenir permettre un taux bien plus élevé de recyclage ou réutilisation.
Notamment pour respecter le protocole de Kyoto, les autorités tendent à encourager le tri-recyclage, mais aussi parfois à renforcer les filières de valorisation énergétique ; méthanisation (encore très marginale en France) et/ou incinération, la méthanisation permettant aussi la valorisation de la matière organique, comme le compostage, mais nécessitant des déchets exempts de contaminants non biodégradables ou biocides. La valorisation-matière permet de fortement limiter les quantités de déchets à mettre en décharge ou à incinérer.
L’incinération reste promue en cas de crise sanitaire (cf. élimination de déchets à risque, contaminés (vaches folles, grippe aviaire…) ou pour le traitement de certains déchets hospitaliers, avec les précautions adéquates. Cette méthode ne convient pas pour les crises de type Tchernobyl.
La crémation des cadavres jouit d’une forte acceptabilité dans le public, mais semble également pouvoir poser des problèmes environnementaux que ses promoteurs n’avaient pas pris en compte. Elle est, de plus, moins normée et moins contrôlée.

### Règlementation
Elle varie selon les époques et les pays, avec parfois des dérogations (pour les hôpitaux, de petits industriels ou artisans, les militaires, etc.) mais les rejets atmosphériques des incinérateurs sont globalement de plus en plus règlementés et surveillés, en particulier pour les émissions de dioxines, de poussières, métaux lourds et de gaz acides. La question des impacts des nanoparticules est une question émergente qui ne fait pas encore l’objet de législation pour l’incinération.
Les promoteurs d’une nouvelle génération d’incinérateurs valorisant l’énergie produite par la combustion des déchets (co- ou trigénération) arguent qu’en produisant de la chaleur et/ou de l’électricité, et en valorisant mieux la récupération des métaux ferreux et parfois non ferreux, ils contribuent à limiter les émissions de gaz à effet de serre du secteur déchet. 
Leurs détracteurs estiment qu’une politique de réduction des déchets à la source, d’écoconception des produits et de généralisation de la méthanisation des déchets organiques, seraient de ce point de vue plus efficiente. Certains notent aussi qu’une politique de réduction du volume et de la masse des emballages et suremballages et des traitements plus locaux (compostages individuels, recycleries, ressourceries, plate-forme bois, plates-formes de méthanisation, etc.) diminuerait les transports des déchets, également polluants. Cette dernière stratégie est de plus en plus soutenue dans les pays en avance du point de vue de l’environnement (Allemagne, Suède, Danemark…), et en France par l’Ademe.
En Francela loi Grenelle II fixe une limite aux « capacités annuelles d’incinération et d’enfouissement de déchets ultimes » (en fonction de certains objectifs mentionnés dans le texte de la loi). « Cette limite doit être cohérente avec l’objectif d’un dimensionnement des outils de traitement des déchets par stockage ou incinération correspondant à 60 % au plus des déchets produits sur le territoire. Cette limite s’applique lors de la création de toute nouvelle installation d’incinération ou d’enfouissement de déchets ultimes, ainsi que lors de l’extension de capacité d’une installation existante ou lors d’une modification substantielle de la nature des déchets admis dans une telle installation. Cette disposition peut faire l’objet d’adaptations définies par décret pour les départements d’outre-mer et la Corse ».
En Europeen 2016, un accord européen modifie le commerce des matières issues de l'incinération (North Sea Resources Roundabout ou NSSR). Signé le 3 mars 2016 par la France, la Flandre, le Royaume-Uni, les Pays-Bas, des entreprises du secteur des déchets et des ONGE, cet accord doit faciliter et sécuriser le commerce de matières premières issues de l’incinération des déchets et en particulier des métaux recyclables tels que l’aluminium et le plomb. Ces résidus de déchets ayant un statut variant selon le pays, ils étaient en effet difficiles à commercialiser, alors que des méthodes apparaissent qui permettent à cout raisonable d’extraire de l’aluminium, du plomb, du zinc, de l’argent et de l’or dans les scories d’incinération.
Alors que la tendance était depuis les années 1990-2000 de juridiquement contraindre une valorisation proche du site de production (afin de limiter les exports de déchets toxiques vers les pays pauvres ou à faible législation environnementale), ce nouvel accord NSSR permettra des transferts transfrontalier de déchets toxiques encore valorisables.
Grâce au NSSR, les déchets issus de l’incinération dans les pays bordant la mer du Nord pourront donc être mieux valorisés. Ainsi, une entreprise britannique de traitement des déchets pourra également exporter plus facilement les cendres résiduelles de ses incinérateurs vers les Pays-Bas, où les matières premières en seront extraites en vue d'être recyclées.

### Coûts
Les coûts de l’incinération peuvent varier sensiblement d’un projet à un autre, selon les hypothèses économiques (montage financier de la collectivité pour rembourser l’investissement), choix et performance du mode de valorisation énergétique (la vente d’énergie apporte des recettes significatives, jusqu’à 20 euros la tonne de déchets traités), existence ou non d’une valorisation des mâchefers (la mise en décharge des mâchefers coûte souvent plus cher que leur valorisation en technique routière) et les choix techniques.
Les coûts de traitement par incinération sont globalement comparables, voire légèrement supérieurs, à ceux de la mise en décharge. Il existe de très fortes disparités locales, aussi bien pour les installations de stockage où les prix peuvent varier de 30 à 120 €/t et entre 50 et 120 €/t pour les incinérateurs)[réf. nécessaire].
La structure du coût de traitement (amortissement de l’investissement, charge d’exploitation, recettes énergétiques) est également différente, l’incinérateur par exemple nécessitant pour le maître d’ouvrage un investissement initial important pouvant représenter jusqu'à la moitié du coût de traitement. Le choix du mode de financement de l’investissement (fonds propre, emprunt…) et le montant des subventions a enfin un impact direct sur le coût de traitement.